# Chlorophytum zavattarii
Chlorophytum zavattarii är en sparrisväxtart som först beskrevs av Georg Cufodontis, och fick sitt nu gällande namn av Inger Nordal. Chlorophytum zavattarii ingår i släktet ampelliljor, och familjen sparrisväxter. Inga underarter finns listade i Catalogue of Life.